# Los Rojas
Los Rojas är en ort i Mexiko.   Den ligger i kommunen Mexquitic de Carmona och delstaten San Luis Potosí, i den centrala delen av landet, 400 km nordväst om huvudstaden Mexico City. Los Rojas ligger 1 904 meter över havet och antalet invånare är 302.
Terrängen runt Los Rojas är platt österut, men västerut är den kuperad. Runt Los Rojas är det tätbefolkat, med 570 invånare per kvadratkilometer. Närmaste större samhälle är San Luis Potosí, 17,4 km söder om Los Rojas. Omgivningarna runt Los Rojas är i huvudsak ett öppet busklandskap.